# Erich Steinhard
Erich Steinhard (26. Mai 1886 in Prag, Österreich-Ungarn – nach dem 26. Oktober 1941 im Ghetto Litzmannstadt) war ein deutschböhmischer Journalist, Musikkritiker und Buchautor, der gemeinsam mit seiner Frau Gertrude wegen ihrer jüdischen Herkunft im Holocaust ermordet wurde.

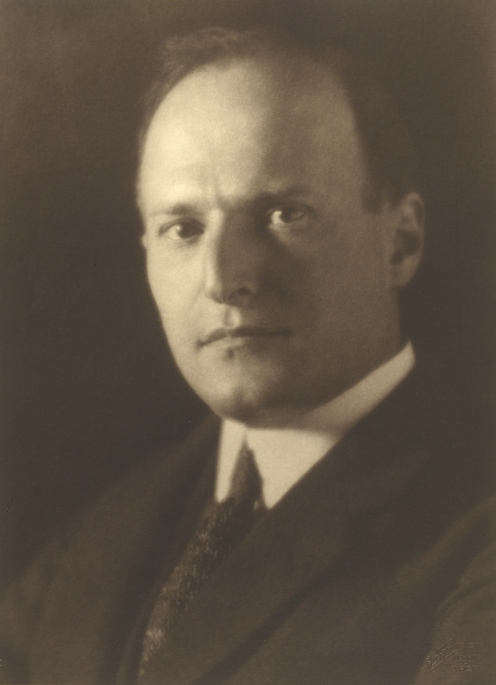
Aufnahme von Georg Fayer (1927)

## Leben und Werk
Steinhard war Sohn eines Prager Fabrikdirektors und studierte – nach Musikunterricht bei Josef Bohuslav Foerster, Vítež Novák und Karel Knittl – an der Deutschen Universität in Prag kurz Rechtswissenschaften. Danach inskribierte er bei Heinrich Rietsch im Fach Musikwissenschaft. Nach einem Studienaufenthalt in Berlin schrieb er seine Dissertation und wurde 1911 in Prag zum Doktor der Philosophie promoviert.
1920 übernahm er von dem Prager Komponisten und Musikkritiker Felix Adler die Chefredaktion der Prager Fachzeitschrift Der Auftakt, in welcher er bis zur Einstellung im Frühjahr 1938 mehr als 120 Beiträge publizierte. Im Auftakt berichtete er nicht nur über das Musikleben in der Tschechoslowakei, sondern auch über markante Ereignisse in Deutschland. Ab dem Jahr 1921 arbeitete er in der Musikabteilung der Universitätsbibliothek an der Karls-Universität. Darüber hinaus unterrichtete er an der von ihm mitiniierten Deutschen Akademie für Musik und darstellende Kunst in Prag Ästhetik und Musikgeschichte. Im Jahr 1925 übernahm er – gemeinsam mit Max Brod – das Musik- und Theaterreferat im Prager Tagblatt, welches zuvor von Ernst Rychnovsky geleitet worden war. Im Jahr 1928 wurde er zum Professor ernannt.
Steinhard galt in der Zwischenkriegszeit als „die bedeutendste und am schärfsten profilierte Persönlichkeit der dt. Musikkritik in der Tschechoslowakei.“ Er war in zahlreichen Funktionen und Institutionen ehrenamtlich bzw. organisatorisch tätig. Ab 1920 fungierte er als Mitglied der Staatlichen Prüfungskommission für Musik. 1922 vertrat er die deutsche Gruppe der Tschechoslowakischen Sektion bei der Gründung der Internationalen Gesellschaft für Neue Musik (IGNM). Im Jahr 1923 war er Mitbegründer der Musiksektion des Literarisch-künstlerischen Verlages in Prag. Ab 1927 engagierte er sich als Ausschussmitglied für den Erwerb der Vila Betramka, berühmt durch Mozarts Aufenthalt vor der Don-Giovanni-Premiere in Prag. 1935 organisierte er trotz großer Schwierigkeiten – gemeinsam mit dem tschechischen Viertelton-Komponisten Alois Hába – das Prager Musikfest der IGNM. Bereits 1938 beschloss der „Musikpädagogische Verband“ Steinhards Übersetzung von Gracian Černušáks „Musikgeschichte“ nicht mehr als Studienhilfe zuzulassen, den Auftakt einzustellen und ihn durch Gustav Beckings Musikblätter der Sudetendeutschen zu ersetzen.
Am 26. Oktober 1941 wurde er mit seiner Frau Gertrude Steinhard, geb. am 5. März 1897 als Gertrude Mühlstein, mit Transport C ins Ghetto Litzmannstadt deportiert, wo er zu einem unbekannten Zeitpunkt ermordet wurde. Seine Transportnummer war 533, die seiner Frau 534. Von den 1.000 Deportierten des Transportes C überlebten nur 65. Steinhards Ehefrau wurde am 28. Februar 1942 vom NS-Regime ermordet.

## Publikationen (Auswahl)
- Ein alter deutschböhmischer Tonkünstler. Über Florian Leopold Gassmann. In: Deutsche Arbeit. Monatschrift für das geistige Leben der Deutschen in Böhmen. VII. Jahrgang, September 1908, 12. Heft, S. 745–750.
- Zum 300. Geburtstag des deutsch-böhmischen Musikers Andreas Hammerschmidt. Verl. d. Vereines zur Verbreitung gemeinnütz. Kenntnisse, Prag 1914.
- Gemeinsam mit Vladimír Helfert: Die Musik in der Tschechoslowakischen Republik. Orbis Verlag, Prag 1936 und 1938 (2. teilw. veränd. Aufl. mit Bildn. u. e. Bibliogr.)
- Mahler a Praha. Gustav Mahler in Prag. Zur 110. Wiederkehr seines Wirkens in Prag 1885/1886. Ustav pro hudebni vedu Akademie ved CR, Praha 1996 (dt. und tsch.).